# Pepe Smith
Joseph William Feliciano Smith, más conocido artísticamente como Pepe Smith o Joey Smith (base aérerea Clark, Ángeles, 25 de diciembre de 1947-Manila, 28 de enero de 2019), fue un cantautor filipino, hijo de padre policía germano-estadounidense y de madre filipina, natural de la isla de Cebú.

## Biografía
Se crio y creció en Ciudad Quezón con su abuela materna a partir de los tres años de edad. Fue fundador del género de rock Pinoy Rock, con el cual más tarde como solista sacó su primer álbum discográfico titulado Juan de la Cruz.

## Álbum discográfico (Juan de la Cruz)
- Encima de armas (1972)
- Himig Tamin (1973)
- Máscara
- Sesión Estupenda
- Kahit anong mangayari (1981)